# Aritza Bergara
Aritza Bergara Alustiza (Sestao, Vizcaya, 1972), sociólogo de formación, mitólogo de vocación, es un escritor independiente y divulgador del patrimonio inmaterial.
Participa en diferentes actividades cuyo tema principal es el folclore, sobre todo mitología, y la música. Ha impartido charlas sobre los solsticios de verano e invierno, sobre mitología (personajes mitológicos, akelarres, brujas...) y sobre instrumentos musicales vascos.
También ha sido colaborador de Onda Cero, Hiruka, Eusko Ikaskuntza, el programa "La noche de..." de la COPE o en el programa "Entre vascos" de Radio Megafón, y en el programa "Mágico y Real" de LU5, ambas emisoras de la ciudad de Neuquén en la Patagonia Argentina. En ambos casos presentaba a los distintos personajes mitológicos, relatando leyendas y misterios ambientados en Euskal Herria. Estas colaboraciones radiofónicas surgieron porque tiene publicados varios libros de Mitología Vasca, lo que le ha llevado a impartir centenares de charlas a lo largo y ancho del país, convirtiéndose en uno de los referentes en la materia.
Creador de Ediciones Letras Rojas mediante la cual realizó publicaciones de novela negra, con crítica social en sus temáticas -pederastia, modelo energético, pueblos originarios, guerra civil y fosas comunes, personas migrantes, trata de mujeres...-, lo que algunos expertos definen como literatura denuncia que "hace reflexionar al tiempo que entretiene". 
También cofundador de Eguzkilore Liburuak, agrupación mediante la cual canalizaba los trabajos vinculados al País Vasco. Así, en formato thriller, abordó contenidos de la mitología vasca, presentando esta como algo actual y vivo, no como una realidad del pasado (destaca especialmente la trilogía de "Jentiles", una referencia del thriller mitológico). Por último, también realizó trabajos de ámbito infantil para dar a conocer la cultura vasca a las y los más pequeños,  "Izena duen guztia omen da", libro interactivo con 25 videos de los seres mitológicos vascos; "Cuentos mitológicos del Pueblo Vasco"; etc.
Una de las cuestiones más destacables es su modo de publicar, impulsando campañas de crowdfunding de tal modo que sus lectores y lectoras colaboraban en la elección del título de alguna de las obras, o bien escogen entre diferentes propuestas de portada y, al tiempo, adquieren sus ejemplares por adelantado, haciendo posible afrontar los gastos de impresión, diseño, maquetación, etc. Son por lo tanto trabajos colaborativos que se publicaban bajo licencia Creative Commons.

## Reconocimientos
- En el 2021 fue nombrado "Urrezko laguna" (socio de honor) del grupo de folklore Eusko Lorak de Sestao.
- En 2022 recibió el premio HEMENDIK SARIAK del periódico DEIA por su trayectoria literaria.

## Obra
Todas sus obras están recogidas en su página web https://www.aritzabergara.com

### Mitologia del Pueblo Vasco
- Mitologika. Una visión contemporánea de los seres mágicos de Euskadi (2001)
- Mitologika. El mundo de las brujas (2002)
- Mitologika. El mundo de los gigantes (2003)
- Mitologia del pueblo vasco. Tras las huellas de los gentiles ('2010).
- Cuentos mitológicos del Pueblo Vasco (2024).
- Badira, bagara. Seres y criaturas mitológicas del Pueblo Vasco (2024).

### Literatura infantil
- Adur eta Izar 7 herrialdeetan (2016).
- Adur eta Izar Amalurra zaintzen (2018).
- Adur eta Izar Euskal Kulturan. Eguzkilore Liburuak(2020).
- Izena duen guztia omen da. Eguzkilore Liburuak(2023).

### La novela
- Bajo la sotana (2014). Reedición 2018
- Olas Negras (2015).Reedicion 2021 por Ediciones Letras Rojas
- Lágrimas de fuego (2016).
- Camino de Sangre (2017).

- Sueños ahogados (2018).
- La venganza de los olvidados (2018).
- Jentiles. El último secreto de la mitología vasca" Eguzkilore liburuak. (2019).
- Manos ensangrentadas" Eguzkilore liburuak. (2020).
- VIVE" Ediciones Letras Rojas. (2021).
- Jentiles. Los gigantes eternos" Eguzkilore liburuak. (2021).
- Jentiles. El mundo subterráneo" Eguzkilore liburuak. (2022).

### Varios
- Adaptación del guion del espectáculo Gauez gau del grupo de danza Orritz.
- Guionista del espectáculo Akelarre organizado por Kukubiltxo.
- Neguko solstizioa (2011). Artículo publicado por Eusko Ikaskuntza.

- Euskal Herriko Mitologia (2014). Artículo publicado por Eusko Ikaskuntza.
- Guionista del cuento Olentzero Barakaldon (2014).[3]
- Guionista del espectáculo Gaurik luzeena Gordexola.
- Guionista del espectáculo Opari Gordexola.
- Guionista del espectáculo Euskal Mitologiaren pertsonaiak. Gau baltza Gorliz.
- Escritor del Libro-Cd Aita Mari impulsado por Korrontzi. Elkar (2021).